# Mustapha Choukri
Mustapha Choukri (Casablanca, Marruecos, 11 de noviembre de 1944-Arabia Saudita, 22 de enero de 1980) fue un futbolista de Marruecos que jugó en la posición de centrocampista.

## Carrera

### Club
| Periodo   | Club             |
| --------- | ---------------- |
| 1966-1975 | Raja Casablanca  |
| 1975-1979 | Wydad Casablanca |
| 1979–1980 | Al-Wehda Mecca   |

### Selección nacional
Jugó para Marruecos en 30 ocasiones de 1970 a 1979 y anotó ocho goles; participó en la Copa Mundial de Fútbol de 1970 y en la Copa Africana de Naciones 1972.

## Logros
- Botola (3): 1976, 1977, 1978
- Copa del Trono (2): 1974, 1978
- Copa Mohammed V (1): 1979